# Trichoscelia nassonovi
Trichoscelia nassonovi är en insektsart som först beskrevs av Navás 1912.  Trichoscelia nassonovi ingår i släktet Trichoscelia och familjen fångsländor. Inga underarter finns listade i Catalogue of Life.